# Zygmunt Kącki
Zygmunt Walerian Kącki – polski biolog, dr hab. nauk biologicznych, profesor Uniwersytetu Wrocławskiego, adiunkt Instytutu Biologii Środowiskowej Wydziału Nauk Biologicznych Uniwersytetu Wrocławskiego. Od 2017 dyrektor Ogrodu Botanicznego we Wrocławiu.
Tematy w ramach pracy naukowej: Ekologia teoretyczna i modelowanie zjawisk przyrodniczych. Problemy metodologiczne w nauce o roślinności. Zmienność, ekologia oraz zmiany różnorodności gatunkowej roślinności. Ochrona przyrody.

## Życiorys

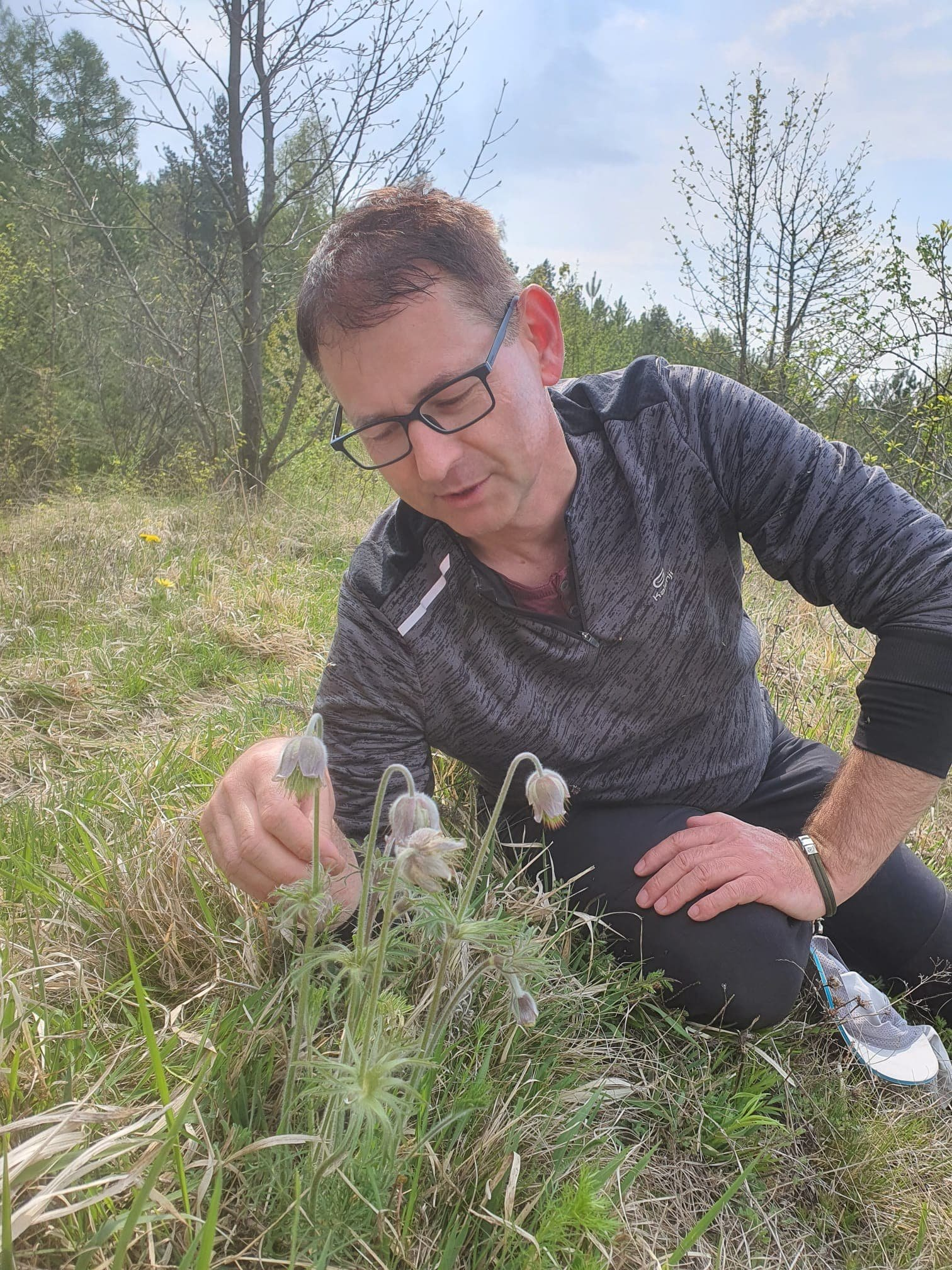
Zygmunt Kącki, Garb Pińczowski Maj 2022r.

28 czerwca 2001 obronił pracę doktorską pt. Przekształcenia łąk trzęślicowych na Dolnym Śląsku, otrzymując doktorat, a 31 stycznia 2013 habilitował się na podstawie oceny dorobku naukowego i pracy zatytułowanej Zmienność i długoterminowe zmiany w kompozycji gatunkowej łąk trzęślicowych w Polsce: studium przypadku przy użyciu dużych zbiorów danych z Polish Vegetation Database.
Pełni funkcję adiunkta w Instytucie Biologii Środowiskowej na Wydziale Nauk Biologicznych Uniwersytetu Wrocławskiego. W 2022 został odznaczony Srebrnym Krzyżem Zasługi.

### Redagowanie krajowych i zagranicznych czasopism naukowych
- Redaktor naczelny Monographiae Botanicae[5]
- Członek rady redakcyjnej: Acta Societatis Botanicorum Poloniae, Tuexenia, Biologia[6]

## Polish Vegetation Database
Baza wymyślona oraz stworzona przez dr hab. Zygmunta Kąckiego prof. Uniwersytetu Wrocławskiego w 2007r. na potrzeby komputerowej archiwizacji zdjęć fitosocjologicznych oraz wykorzystania tych danych w badaniach naukowych. Baza stanowi część światowego systemu informacji Global Index of Vegetation-Plot Databases (GIVD) i wchodzi w skład konsorcjum European Vegetation Archive (EVA). Są w niej zgromadzone dane biologiczne w postaci spisów roślin na określonej przestrzeni. Baza jest źródłem danych o zbiorowiskach roślinnych i gatunkach oraz daje możliwość analizowania danych w powiązaniu z informacjami o środowisku. Złożoność danych i kompatybilność z innymi bazami powodują, że Polish Vegetation Database uczestniczy w krajowych i międzynarodowych projektach naukowych. Na podstawie danych zgromadzonych w bazie prowadzone są nowatorskie projekty badawcze, których wyniki publikowane są w czasopismach naukowych o wysokiej randze naukowej. Obecnie Polish Vegetation Database jest szóstą największą bazą danych o roślinności pod względem liczby rekordów.
Baza Polish Vegetation Database od 2007 r. w ramach stu projektów udostępniała swoje zasoby poprzez European Vegetation Archive oraz światową bazę o roślinności sPlot. Wiele z tych projektów zakończyło się publikacjami, w których łącznie uczestniczyli naukowcy z około 200 jednostek naukowych z całego świata.

## Uczestnictwo w gremiach doradczych
- Członek Rady Naukowej Parku Narodowego Gór Stołowych[9]
- Zastępca przewodniczącego Rady Naukowo-Społecznej Leśnego kompleksu promocyjnego Lasy Doliny Baryczy[10]
- Przewodniczący Rady Dolnośląskich Parków Krajobrazowych[11]
- Przewodniczący zespołu doradczego przy Dyrektorze RDLP we Wrocławiu[12]

## Wybrane monografie[13]
- Kącki, Z., Stefańska-Krzaczek, E., Czarniecka, M., Łapińska, K., Łojko, R., Meserszmit, M., & Swacha, G. (2016). Leśne siedliska przyrodnicze Natura 2000 w Polsce – ze szczególnym uwzględnieniem Dolnego Śląska i Opolszczyzny. Uniwersytet Wrocławski, 204 ss.
- Kącki Z., Czarniecka M., & Swacha G. (2013). Statistical determination of diagnostic, constant and dominant species of the higher vegetation units of Poland. Monographiae Botanicae 103: 1-267.
- Kącki, Z. (2012). Variability and long-term changes in the species composition of Molinia meadows in Poland: a case study using a large data set from the Polish Vegetation Database. Acta Botanica Silesiaca, Monographiae, 7, 1-143.
- Kącki, Z. (2007). Comprehensive syntaxonomy of Molinion meadows in southwestern Poland. Acta Botanica Silesiaca. Monographiae 2, 1-134.

## Wybrane publikacje
- Kruszczyk siny na Dolnym Śląsku (2005)[1]
- Identyfikacja leśnych siedlisk przyrodniczych NATURA 2000 na przykładzie Nadleśnictwa Oleśnica Śląska (2009)[1]
- Environmental Factors Associated with the Distribution of Floodwater Mosquito Eggs in Irrigated Fields in Wrocław, Poland / Katarzyna Rydzanicz, Zygmunt Kącki, Piotr Jawień. – Ref. – Abstr. // Journal of Vector Ecology. – Vol. 36, iss. 2 (2011)[14]
- The impact of competition and litter accumulation on germination success in a model of annual plants / Zygmunt Kącki, Andrzej Pękalski. – Bibliogr. – Streszcz. w jęz. ang. // Physica A. – Vol.390 (2011)[14]
- Polish Vegetation Database: nowe narzędzie do badań nad roślinnością Polski / Michał Śliwiński, Zygmunt Kącki, Grzegorz Swacha, Marta Czarniecka. – Bibliogr. // Zielona Planeta. – 2011[14]
- Problemy synantropizacji – badania i życie naukowe Profesor Jadwigi Anioł-Kwiatkowskiej / Zygmunt Kącki, Ewa Stefańska-Krzaczek // Acta Botanica Silesiaca. – Vol. 6 (2011)[14]
- Variability and long-term changes in the species composition of Molinia meadows in Poland: a case study using a large data set from the Polish Vegetation Database, 2012[1]
- The Polish Vegetation Database: structure, resources and development / Zygmunt Kącki, Michał Śliwiński. – Bibliogr. – Streszcz. w jęz. ang. // Acta Societatis Botanicorum Poloniae. – Vol.81 (2012)[15]
- Ophioglossum vulgatum L. na terenie Dolnego Śląska: rozmieszczenie, kategoria zagrożenia oraz udział w zbiorowiskach roślinnych = Ophioglossum vulgatum L. in Lower Silesia: distribution, level of threat and occurrence in plant communities / Grzegorz Swacha, Marta Czarniecka, Zygmunt Kącki. – Streszcz. w jęz. ang. // Acta Botanica Silesiaca. – Vol. 9 (2013)[15]
- Współczesne rozmieszczenie i zróżnicowanie roślinności z udziałem róży francuskiej Rosa gallica w rejonie Wrocławia na tle innych regionów Polski // Acta Botanica Silesiaca. – Vol. 10 (2014), s. 71-98 : il., mapy, wykr.[16]
- Stulisz sztywny Sisymbrium strictissimum L. (Brassicaceae) – nowy dla flory Karkonoszy i Dolnego Śląska antropofit / Ewa Szczęśniak, Zygmunt Dajdok, Zygmunt Kącki. – Bibliografia na stronach 5-6. – Streszcz. w jęz. ang. // Przyroda Sudetów. – T. 16 (2013)[15]
- Distribution, morphology and habitats of Elatine triandra (Elatinaceae) in Europe, with particular reference to the central part of the continent / Agnieszka Popiela, Andrzej Łysko, Attila Molnar V., Zygmunt Kącki and Balazs Andras Lukacs. – Bibliogr. – Streszcz. w jęz. ang. // Acta Botanica Gallica. – Vol.162, no 4 (2015), s. 325-337[17]
- Propozycja standaryzacji kryteriów regionalnej oceny zagrożenia gatunków roślin na przykładzie Dolnego Śląska / Zygmunt Kącki, Zygmunt Dajdok, Ewa Szczęśniak. – Bibliogr. – Streszcz. w jęz. ang. // Biuletyn Komitetu Ochrony Przyrody PAN. – Vol. 5-6 (2014-2015), s. 5-24[17]
- Classification of Molinia meadows in Poland using a hierarchical expert system / Grzegorz Swacha, Zygmunt Kącki, Tomasz Załuski. – Bibliogr. – Streszcz. w jęz. ang. // Phytocoenologia. – Vol.46, nr 1 (2016), s. 33-47[18]
- Coexistence of ancient forest species as an indicator of high species richness / Ewa Stefańska-Krzaczek, Zygmunt Kącki, Bartłomiej Szypuła. – Bibliogr. – Streszcz. w jęz. ang. // Forest Ecology and Management. – Vol.365 (2016), s. 12-21[18]
- European Vegetation Archive (EVA): an integrated database of European vegetation plots / Milan Chytry, Zygmunt Kącki, Grzegorz Swacha [i 94 innych]. – Bibliogr. – Streszcz. w jęz. ang. // Applied Vegetation Science. – Vol. 19, iss. 1 (2016), s. 173-180[18]
- Spergulo-Chrysanthemetum segeti (Br.-Bl. et de Leeuw 1936) R. Tx. 1937 in the Drawsko Lakeland (Western Pomerania) / Zygmunt Sobisz, Zbigniew Osadowski, Jadwiga Anioł-Kwiatkowska, Zygmunt Kącki. – Bibliogr. – Streszcz. w jęz. pol. i ang. // Acta Agrobotanica. – Vol. 69, No. 1 (2016)[18]
- Cechy funkcjonalne roślin a funkcje i usługi ekosystemowe / Attila Lengyel, Grzegorz Swacha, Zygmunt Kącki // Zielona Planeta. – Vol. 141, nr 6 (2018)[19]
- Diversity loss in grasslands due to the increasing dominance of alien and native competitive herbs / Marta Czarniecka-Wiera, Zygmunt Kącki, Milan Chytry, Salza Palpurina // Biodiversity and Conservation. – Vol. 28, iss. 11 (2019)[20]
- Diversity of dry grasslands in Poland – a new formalised system / Zygmunt Kącki, Grzegorz Swacha, Anna Cwener // W: Vegetation Diversity and Global Change 2-6 September 2019[20]
- Plant community responses to changes in management / Zygmunt Kącki, Katarína Hegedüšová // Biologia. – Vol. 74, iss. 4 (2019)[20]
- Effect of environmental gradients, habitat continuity and spatial structure on vascular plant species richness in semi-natural grasslands / Małgorzata W. Raduła, Tomasz H. Szymura, Magdalena Szymura, Grzegorz Swacha, Zygmunt Kącki // Agriculture ecosystems and Environment. – Vol. 300 (2020)[20]
- Formalized Hierarchically Nested Expert System for Classification of Mesic and Wet Grasslands in Poland / Zygmunt Kącki, Grzegorz Swacha, Attila Lengyel, Joanna Korzeniak // Acta Societatis Botanicorum Poloniae. – Vol. 89, nr 4 (2020)[20]
- Trait-based numerical classification of mesic and wet grasslands in Poland / Attila Lengyel, Grzegorz Swacha, Zoltán Botta-Dukát, Zygmunt Kącki // Journal of Vegetation Science. – Vol. 31, iss. 2 (2020)[20]
- Understanding the importance of spatial scale in the patterns of grassland invasions / Marta Czarniecka-Wiera, Tomasz H. Szymura, Zygmunt Kącki // Science of the Total Environment. – Vol. 727 (2020)[20]
- Benchmarking plant diversity of Palaearctic grasslands and other open habitats / Idoia Biurrun, Marta Czarniecka-Wiera, Zygmunt Kącki, Marek Malicki, Grzegorz Swacha [i 224 pozostałych] // Journal of Vegetation Science. – Vol. 32, iss. 4 (2021)[21]
- Ecology and Genetics of Cyperus fuscus in Central Europe – A Model for Ephemeral Wetland Plant Research and Conservation / Pavel Kúr, Soña Píšová, Karin Tremetsberger, Pavel Dřevojan, Zygmunt Kącki, Jörg Böckelmann, Karl-Georg Bernhardt, Zdenka Hroudová, Attila Mesterházy, Kateřina Šumberová // Water. – Vol. 13, nr 9 (2021)[21]
- Formalized classification of ephemeral wetland vegetation (Isoëto-Nanojuncetea class) in Poland (Central Europe) / Zygmunt Kącki, Andrzej Łysko, Zygmunt Dajdok, Piotr Kobierski, Rafał Krawczyk, Arkadiusz Nowak, Stanisław Rosadziński, Agnieszka Anna Popiela // PeerJ. – Vol. 9 (2021)[21]
- Central European forest floor bryophytes: Richness, species composition, coexistence and diagnostic significance across environmental gradients of forest habitats / Ewa Stefańska-Krzaczek, Grzegorz Swacha, Jan Żarnowiec, Małgorzata W. Raduła, Zygmunt Kącki, Monika Staniaszek-Kik // Ecological Indicators. – Vol. 139 (2022)[22]
- Species composition of semi-natural mesic grasslands as a factor influencing the methane yield of plant biomass (Central Europe) / Mateusz Meserszmit, Grzegorz Swacha, Lenka Pavlů, Vilém Pavlů, Adriana Trojanowska-Olichwer, Zygmunt Kącki // Global Change Biology Bioenergy: Bioproducts for a Sustainable Bioeconomy. – Vol. 14, iss. 1 (2022)[22]
- Vegetation databases augment species distribution atlases in biodiversity patterns mapping / Tomasz H. Szymura, Grzegorz Swacha, Adam Zając, Magdalena Szymura, Zygmunt Kącki, Dominika Chmolowska, Henok Kassa Tegegne // W: Plant communities in changing environment. 30th Conference of the European Vegetation Survey (May 9 – 13, 2022, Bratislava, Slovakia) / editors Richard Hrivnák, Michal Slezák. – Bratislava: Plant Science & Biodiversity Center SAS, 2022[22]